# Елада (тема)
Вижте пояснителната страница за други значения на Елада.
Елада (на гръцки: θέμα Ἑλλάδος) е една от византийските военноадминистративни единици – теми на Балканския полуостров.
Територията на тази тема е от съществено значение за изясняване обхвата на останалото гръцко население на Балкана, след края на т.нар. славянско заселване на Балканите. Образувана е в края на 7 век и продължава съществуването си до самия край на 12 век или до превземането на Константинопол от латините с налагането на франкократията на Балканите.
Първоначално темата обхваща бившата римска провинция Ахая. Темата е създадена в годините между 687 и 695 при първото управление на император Юстиниан II, вероятно в резултат от неговата антиславянска кампания през 688/689 г.  През 8 век византийските източници използват за обозначаване на темата по-скоро израза стратегия. Темата включвала и Тесалия, но не в съвременния обхват на тази област. В началото на 10 век седалището на стратега на темата било преместено в Лариса.  Това била и вероятната причина, след като властта в България преминала в комитопулите, те да започнат бойните действия срещу империята с обсада на Лариса.
През 800 г. Пелопонес е отделен от Елада в самостоятелна тема.  Темата, заедно с Пелопонес, е за последно подложена на българска атака по време на похода на Самуил, завършил катастрофално с битка при Сперхей. След падането на България под византийска власт, Елада и Пелопонес се управляват от общ стратег, а Тесалия е придадена към тема Тесалоники.
През 11-12 век като цяло обстановката в Елада е спокойна и населението ѝ просперира. Венецианците успяват да извоюват някои търговски привилегии в презморската търговия от и за района на тема Елада, но като цяло това е време на просперитет за населението ѝ. След края на четвъртия кръстоносен поход, обстановката се изменя коренно, създават се кръстоносни държави, а от старите византийски магнати в региона на бившата тема Елада най-успешен се оказва в новото време – Лъв Сгур.